# トビアス・ウンガー
トビアス・ウンガー（Tobias Unger、1979年7月10日 ‐ ）は、ドイツ・ミュンヘン出身で短距離走を専門にしていた元陸上競技選手。200mの自己ベストは20秒20のドイツ記録保持者。2004年アテネオリンピックと2005年ヘルシンキ世界選手権の男子200mファイナリスト（7位）、2004年ブダペスト世界室内選手権の男子200m銅メダリストである。

## 経歴
2004年3月、ブダペスト世界室内選手権の男子200mに出場すると、シニア世界大会で初のファイナリストとなった。決勝ではドミニク・デメリット（20秒66）、ヨハン・ウィスマン（20秒72）に次ぐ21秒02で銅メダルを獲得し、この種目ではドイツ勢初のメダリストとなった。
2004年8月、アテネオリンピックに出場すると、男子200mの2次予選を20秒30（+1.1）の自己ベスト（当時）で突破。準決勝は20秒54（-0.1）とタイムを落としたものの決勝に進出できる組4着に入り、この種目では20年ぶりとなるドイツ勢ファイナリストとなった。決勝は20秒64（+1.2）の7位でメダルは獲得できなかった。
2005年3月、マドリード・ヨーロッパ室内選手権の男子200mに出場すると、準決勝を20秒64の全体1位のタイムで突破し、決勝では20秒53の室内ドイツ記録を樹立。クリス・ランバート（20秒69）、マルチン・ウルバス（21秒04）を破り、この種目では23年ぶりとなるドイツ勢金メダリストになった。
2005年7月3日、ドイツ選手権の男子200mで20秒20（+0.7）のドイツ記録を樹立し、1985年にフランク・エンメルマンがマークした20秒23を塗り替えた。
2005年8月、ヘルシンキ世界選手権に出場すると、男子200mの準決勝を20秒63（-0.1）の組3着で突破し、この種目では22年ぶりとなるドイツ勢ファイナリストとなった。アテネオリンピックに続く2年連続の世界大会決勝だったが、結果は20秒81（-0.5）で7位に終わった。
現役引退後はドイツ・ブンデスリーガに所属するVfBシュトゥットガルトのU15, U17, U19の専属アスレティックコーチに就任した。

## 自己ベスト
記録欄の（　）内の数字は風速（m/s）で、+は追い風を意味する。
| 種目 | 記録           | 年月日        | 場所               | 備考             |
| 屋外 | 屋外           | 屋外          | 屋外               | 屋外             |
| ---- | -------------- | ------------- | ------------------ | ---------------- |
| 100m | 10秒14 (+1.2)  | 2010年7月3日  | マンハイム         |                  |
| 100m | 10秒11w (+3.5) | 2005年6月4日  | エットリンゲン     | 追い風参考記録   |
| 200m | 20秒20 (+0.7)  | 2005年7月3日  | ボーフム           | ドイツ記録       |
| 室内 |                |               |                    |                  |
| 60m  | 6秒60          | 2005年2月20日 | ジンデルフィンゲン |                  |
| 200m | 20秒53         | 2005年3月6日  | マドリード         | 元室内ドイツ記録 |

## 主要大会成績
備考欄の記録は当時のもの
| 年   | 大会                                 | 場所           | 種目    | 結果     | 記録          | 備考                                            |
| ---- | ------------------------------------ | -------------- | ------- | -------- | ------------- | ----------------------------------------------- |
| 1998 | 世界ジュニア選手権                   | アヌシー       | 100m    | 2次予選  | 10秒63 (-0.5) |                                                 |
| 1998 | 世界ジュニア選手権                   | アヌシー       | 4x100mR | 3位      | 39秒99 (1走)  |                                                 |
| 2001 | ヨーロッパU23選手権 (en)             | アムステルダム | 200m    | 7位      | 21秒20 (+0.1) |                                                 |
| 2001 | ヨーロッパU23選手権 (en)             | アムステルダム | 4x100mR | 決勝失格 | DQ (3走)      |                                                 |
| 2001 | 世界選手権                           | エドモントン   | 200m    | 1次予選  | 21秒30 (+1.1) |                                                 |
| 2003 | 世界選手権                           | パリ           | 200m    | 1次予選  | 21秒33 (+0.4) |                                                 |
| 2003 | 世界選手権                           | パリ           | 4x100mR | 準決勝   | DNF (1走)     |                                                 |
| 2004 | 世界室内選手権                       | ブダペスト     | 200m    | 3位      | 21秒02        | ドイツ男子初 (唯一) のメダリスト                |
| 2004 | オリンピック                         | アテネ         | 200m    | 7位      | 20秒64 (+1.2) | 20年ぶりのドイツ男子ファイナリスト              |
| 2004 | オリンピック                         | アテネ         | 4x100mR | 予選     | 38秒64 (2走)  |                                                 |
| 2004 | ワールドアスレチック ファイナル (en) | モナコ         | 200m    | 8位      | 20秒95 (+0.7) |                                                 |
| 2005 | ヨーロッパ室内選手権 (en)            | マドリード     | 200m    | 優勝     | 20秒53        | 室内ドイツ記録 23年ぶりのドイツ男子金メダリスト |
| 2005 | 世界選手権                           | ヘルシンキ     | 200m    | 7位      | 20秒81 (-0.5) | 22年ぶりのドイツ男子ファイナリスト              |
| 2005 | 世界選手権                           | ヘルシンキ     | 4x100mR | 7位      | 38秒48 (3走)  |                                                 |
| 2007 | 世界選手権                           | 大阪           | 4x100mR | 6位      | 38秒62 (2走)  |                                                 |
| 2008 | オリンピック                         | 北京           | 100m    | 2次予選  | 10秒36 (-0.2) |                                                 |
| 2008 | オリンピック                         | 北京           | 4x100mR | 5位      | 38秒58 (1走)  |                                                 |
| 2009 | 世界選手権                           | ベルリン       | 100m    | 1次予選  | 10秒42 (-0.7) |                                                 |
| 2009 | 世界選手権                           | ベルリン       | 4x100mR | 予選     | DNF (1走)     |                                                 |
| 2010 | ヨーロッパ選手権                     | バルセロナ     | 100m    | 準決勝   | 10秒52 (-1.2) |                                                 |
| 2010 | ヨーロッパ選手権                     | バルセロナ     | 4x100mR | 3位      | 38秒44 (1走)  |                                                 |
| 2011 | 世界選手権                           | 大邱           | 4x100mR | 予選     | DNF (1走)     |                                                 |
| 2012 | ヨーロッパ選手権                     | ヘルシンキ     | 4x100mR | 2位      | 38秒44 (2走)  |                                                 |
| 2012 | オリンピック                         | ロンドン       | 4x100mR | 予選     | 38秒37 (2走)  |                                                 |

### ドイツ選手権
優勝したドイツ選手権 (en) を記載
| 年   | 大会         | 場所                       | 種目 | 記録          | 備考                    |
| ---- | ------------ | -------------------------- | ---- | ------------- | ----------------------- |
| 2003 | ドイツ選手権 | ウルム                     | 200m | 20秒80 (+0.4) |                         |
| 2004 | ドイツ選手権 | ブラウンシュヴァイク       | 200m | 20秒42 (-0.7) |                         |
| 2005 | ドイツ選手権 | ボーフム＝ワッテンシャイト | 100m | 10秒16 (+0.3) | 大会タイ記録 自己ベスト |
| 2005 | ドイツ選手権 | ボーフム＝ワッテンシャイト | 200m | 20秒20 (+0.7) | ドイツ記録              |
| 2008 | ドイツ選手権 | ニュルンベルク             | 100m | 10秒20 (-0.2) |                         |
| 2009 | ドイツ選手権 | ウルム                     | 100m | 10秒18 (-2.5) |                         |
| 2011 | ドイツ選手権 | カッセル                   | 100m | 10秒40 (-0.2) |                         |